# Ionel Solomon
Pour les articles homonymes, voir Solomon.
Ionel Solomon, né le 1er janvier 1929 à Bucarest (Roumanie) et décédé le 29 juin 2015 à Boulogne-Billancourt, est un physicien français, membre de l'Académie de sciences depuis 1988 et membre fondateur en 2000 de l'Académie des technologies, directeur de recherche émérite au CNRS, ancien professeur de l'École polytechnique. Il a été invité dans diverses universités (Liverpool, Harvard, Tokyo).

## Biographie
Ionel Solomon est un ancien élève de l'École Polytechnique (promotion 1949) et docteur ès sciences.
Sa carrière scientifique a été consacrée à la physique du solide, avec des travaux dans le domaine de la résonance magnétique et des semi-conducteurs photovoltaïques. En résonance magnétique nucléaire (RMN), ses travaux pionniers ont permis de jeter les bases du mécanisme de l'interaction dipolaire spin-spin, connue sous le nom d'effet Overhauser nucléaire (NOE). Cette formalisation porte aujourd'hui le nom d'« équations de Solomon ».
Il a fait une partie de sa carrière au sein d'entreprises privées : directeur scientifique de Solems, président du conseil scientifique de Phototronics (en).

## Publications (liste sélective)
- Résonance magnétique nucléaire (1955-1965) : Découverte de la relaxation dans un système de spins couplés. Magnétomètre terrestre. Détection bolométrique de la résonance.
- Physique des semiconducteurs (1966-1976) : L'effet Hall “extraordinaire”. Pompage optique dans les solides. Découverte du transport dépendant des Spins.
- Silicium amorphe et photovoltaïque (1977-1987) : transport et optique dans le silicium amorphe. Photopiles solaires. Nouveaux matériaux amorphes[5],[6],[7],[8].
- Recherche matériaux (depuis 1989) : fibres carbone, fibres SiC et SiCN. Photoluminescence et électroluminescence dans les semiconducteurs et dispositifs[9].

## Prix et distinctions
- 1958 : Grand Prix de la Recherche (avec Anatole Abragam et Jean Combrisson).
- 1963 : Médaille d'argent du CNRS[10]
- 1969 : Prix Félix-Robin de la Société française de physique (SFP).
- 1972 : Prix Holweck (Institute of Physics et SFP).
- 1973-1974 : Président de la Société française de physique.
- 1981 : Prix Ivan Peychès de l'Académie des Sciences.
- 1986 : Diplôme du Consejo Cultural Mundial (Mexique), pour la physique.

Ionel Solomon était officier de la Légion d'Honneur, chevalier de l'Ordre national du Mérite et des Palmes académiques